# Slag bij de Alligatorbrug
De Slag bij de  Alligatorbrug vond plaats op 30 juni 1778 tijdens de Amerikaanse Onafhankelijkheidsoorlog en was een belangrijke episode in de derde en laatste mislukte campagne van kolonel Elijah Clarke  om Oost-Florida te veroveren. In een rampzalige strijd gingen 300 militieleden uit Georgia de strijd aan tegen een veel talrijker legermacht bestaande uit Britten, loyalisten en Indianen. Door Clarkes nederlaag bleef het gebied onder Brits bewind. De Britse troepen werden geleid door generaal Merrill. De strijd speelde zich af bij de "Alligatorbrug" in centraal Callahan (Florida), maar volgens sommige hedendaagse historici was de brug meer oostwaarts gelegen.